# Punta del Mariano
La Punta del Mariano és una muntanya de 321 metres que es troba al municipi de Granyena de les Garrigues, a la comarca catalana de les Garrigues.